# Stopplaats Ittersum
Stopplaats Ittersum (geografische afkorting Its) is een voormalige halte aan de Staatslijn A. De stopplaats Ittersum lag tussen het huidige station Wijhe en Zwolle.
De stopplaats was geopend van 1891 tot 3 juni 1918.